# Chlorambucil
Chlorambucil, được bán dưới tên thương mại là Leukeran cùng với một số những tên khác, là một loại thuốc hóa trị liệu được sử dụng để điều trị một số dạng ung thư, bao gồm ung thư bạch cầu mãn tính (CLL), u lympho Hodgkin, và u lympho không Hodgkin. Đây là một phương pháp điều trị hữu dụng cho ung thư bạch cầu mãn tính. Thuốc này được đưa vào cơ thể qua đường miệng.
Các tác dụng phụ thường gặp có thể có như  ức chế tủy xương. Các tác dụng phụ nghiêm trọng hơn có thể kể đến tăng nguy cơ ung thư, vô sinh và phản ứng dị ứng lâu dài hơn. Nếu sử dụng thuốc trong khi mang thai thì sẽ gây hại cho em bé. Chlorambucil được xếp vào họ thuốc tác nhân alkyl hóa. Chúng hoạt động bằng cách ngăn chặn quá trình tổng hợp DNA và RNA của tế bào.
Chlorambucil đã được phê duyệt để sử dụng y tế tại Hoa Kỳ vào năm 1957. Nó nằm trong danh sách các thuốc thiết yếu của Tổ chức Y tế Thế giới, tức là nhóm các loại thuốc hiệu quả và an toàn nhất cần thiết trong một hệ thống y tế. Chi phí bán buôn ở các nước đang phát triển là khoảng 111,87 USD mỗi tháng. Tại Vương quốc Anh, giá thuốc được bán bởi NHS là 145,84 pound mỗi tháng. Ban đầu, dược phẩm này được tổng hợp từ mù tạt nitơ.